# Embajada de Argentina en Finlandia
La Embajada de la República Argentina en la República de Finlandia (en finés: Argentiinan Helsingin suurlähetystön) es la misión diplomática de Argentina en Finlandia. Se encuentra en Bulevardi 5 A 11 en Helsinki, la capital finlandesa. El titular de la Embajada es el embajador Carlos Mascias (desde marzo de 2024).
Además de Finlandia, la jurisdicción de la Embajada cubre también Estonia y Letonia.